# رباط الحوارة (النادرة)

تعديل مصدري - تعديل

رباط الحوارة هي إحدى قرى عزلة المفتاح الأعلى بمديرية النادرة التابعة لمحافظة إب، بلغ تعداد سكانها 540 نسمة حسب تعداد اليمن لعام 2004.